# Fukuoka Dome
Il Fukuoka Dome (福岡ドーム?, Fukuoka Dōmu) è uno stadio polifunzionale situato a Fukuoka, in Giappone.

## Concerti
Michael Jackson si è esibito quattro volte nello stadio nel corso della sua carriera; i primi due concerti sold-out furono durante il Dangerous World Tour, il 10 e 11 settembre 1993, di fronte a 35.000 spettatori a spettacolo (70.000 in totale), e due volte nel 1996 durante l'HIStory World Tour, il 26 e 28 dicembre, per un totale di 80.000 spettatori.
Whitney Houston si esibì nello stadio il 22 settembre 1993 durante il suo The Bodyguard World Tour.
Madonna tenne tre concerti nello stadio, il 7, 8 e 9 dicembre 1993 in occasione del The Girlie Show.
Lo stadio ospitò i concerti finali di Frank Sinatra, il 19 e 20 dicembre 1994.
I Rolling Stones tennero due concerti al Fukuoka Dome durante il Voodoo Lounge Tour il 22 e 23 marzo 1995.
I Bon Jovi si esibirono qui il 13 maggio 13 1995 in occasione del These Days Tour.
Le Blackpink si esibirono nello stadio il 22 febbraio 2020 in occasione del Blackpink World Tour in Your Area.

## Accesso
- Metropolitana di Fukuoka,  Linea Kūkō, Stazione di Tōjinmachi, Uscita 3 (12 minuti a piedi)